# 信濃松川駅
信濃松川駅（しなのまつかわえき）は、長野県北安曇郡松川村字赤芝にある、東日本旅客鉄道（JR東日本）大糸線の駅である。駅番号は「27」。

## 歴史

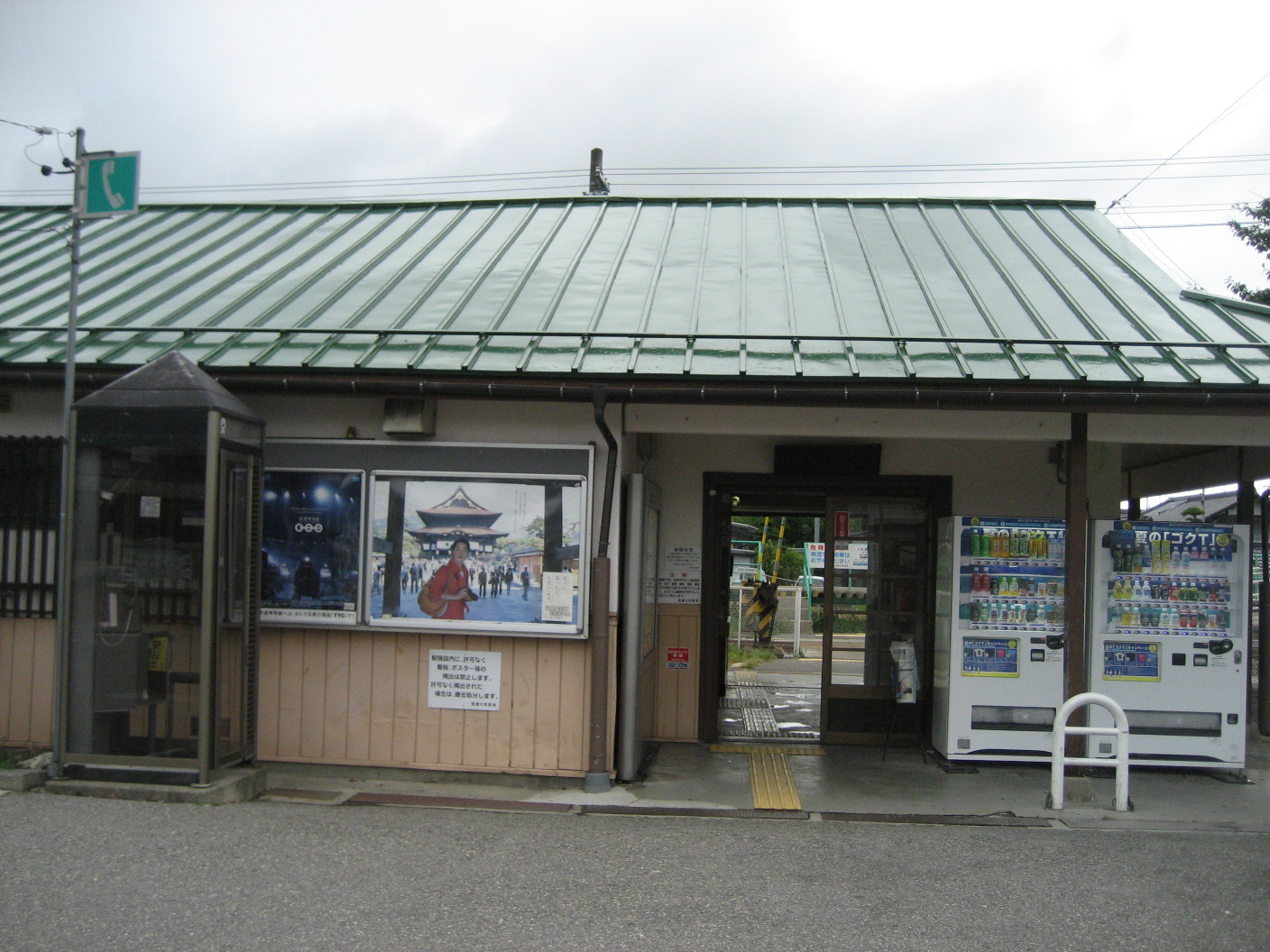
改修前の駅舎（2008年8月）

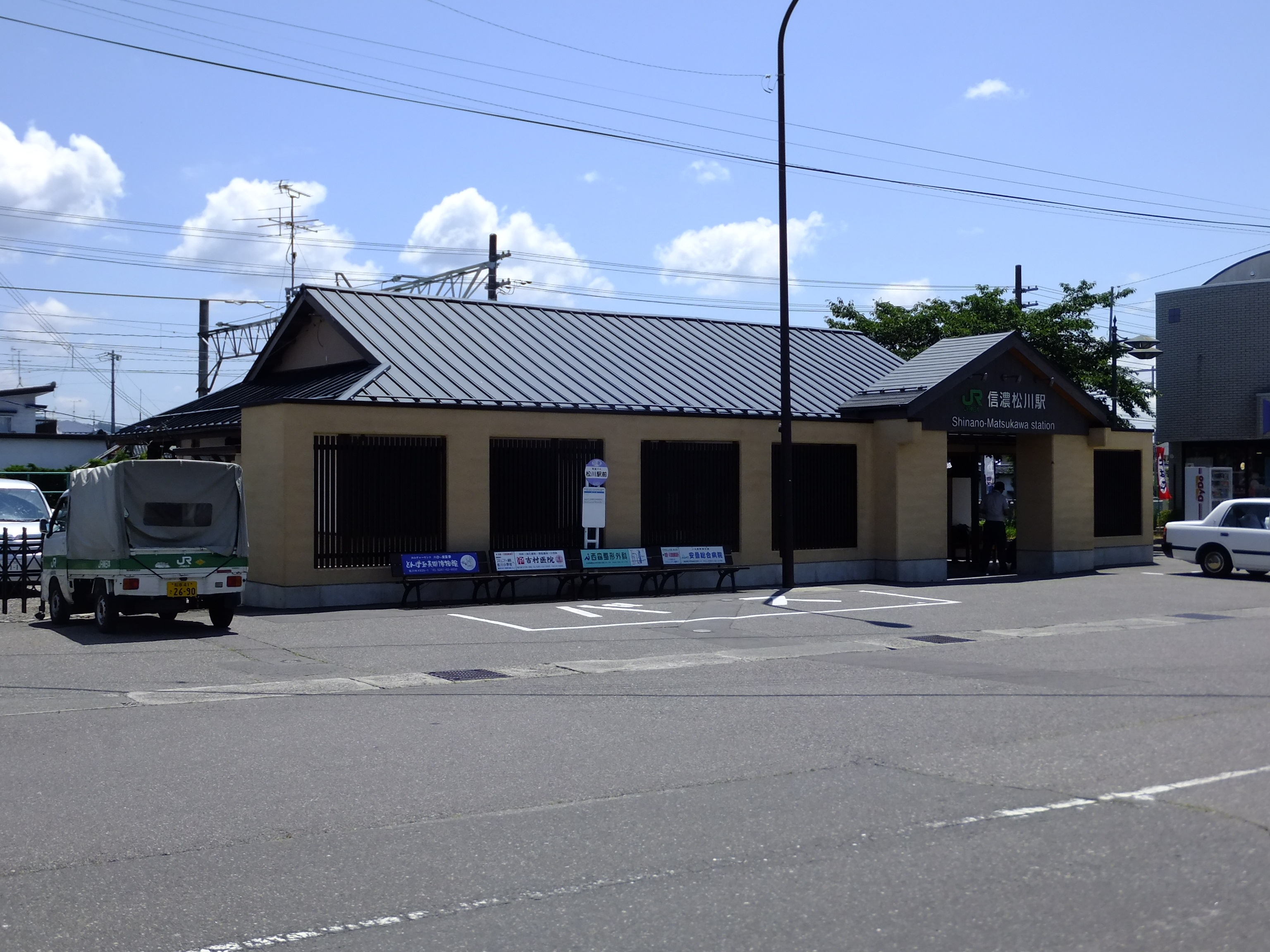
再改修前の駅舎（2012年6月）

- 1915年（大正4年）9月29日：信濃鉄道の有明駅 - 当駅間が開通し、池田松川駅（いけだまつかわえき）として開業[2]。旅客・貨物の取扱を開始[6]。
- 1916年（大正5年）9月18日：南松本駅を松本駅に統合して共同使用駅化し、同駅経由での旅客連絡運輸を開始[2]。
- 1926年（大正15年）1月8日：信濃鉄道が全線電化し、旅客列車を電車化[2]。
- 1937年（昭和12年）6月1日：信濃鉄道の国有化[7]。同時に信濃松川駅に改称。
- 1957年（昭和32年）8月15日：中土駅 - 小滝駅間が開通して全線開通し、大糸線と改称[2]。
- 1960年（昭和35年）9月：松本駅 - 信濃大町駅間の貨物列車を電化[8]。
- 1982年（昭和57年）10月31日：貨物の取扱を廃止[9]。
- 1983年（昭和58年）3月25日：業務委託駅となる[10]。
- 1984年（昭和59年）2月1日：荷物の扱いを廃止[6]。
- 1987年（昭和62年）4月1日：国鉄分割民営化に伴い、東日本旅客鉄道（JR東日本）の駅となる[11]。
- 1999年（平成11年）：しなのエンタープライズに駅業務を委託[要出典]。
- 2005年（平成17年）12月10日：ダイヤ改正に伴い、開業以来初めての特急停車駅となる[12]。
- 2010年（平成22年）
  - 3月13日：特急「あずさ」の当駅停車を廃止[12]。
  - 8月6日：駅舎を「安曇野ちひろ美術館」風の外観にするなど、内外装リニューアル[13]。
- 2019年（平成31年）2月23日：新駅舎の使用を開始[報道 2][新聞 1]。

## 駅構造
島式ホーム1面2線を有する地上駅である。駅舎とホームは構内踏切で連絡している。
駅舎は1915年（大正4年）開業以来のものを改装を重ねながら使用していたが、2019年（平成31年）2月23日に2代目駅舎の使用を開始した。新駅舎は、2010年（平成22年）に改装された時の外壁をそのまま利用しており、長野県産のヒノキを使用した木造平屋建て48.8平方メートルのもので、太陽光パネルを設置している。
信濃大町駅管理の業務委託駅で、ステーションビルMIDORIが駅業務を受託しており、みどりの窓口が設置されているが、自動券売機は設置されていない。

### のりば
| 番線 | 路線    | 方向 | 行先               |
| ---- | ------- | ---- | ------------------ |
| 1・2 | ■大糸線 | 上り | 松本方面           |
| 1・2 | ■大糸線 | 下り | 信濃大町・白馬方面 |

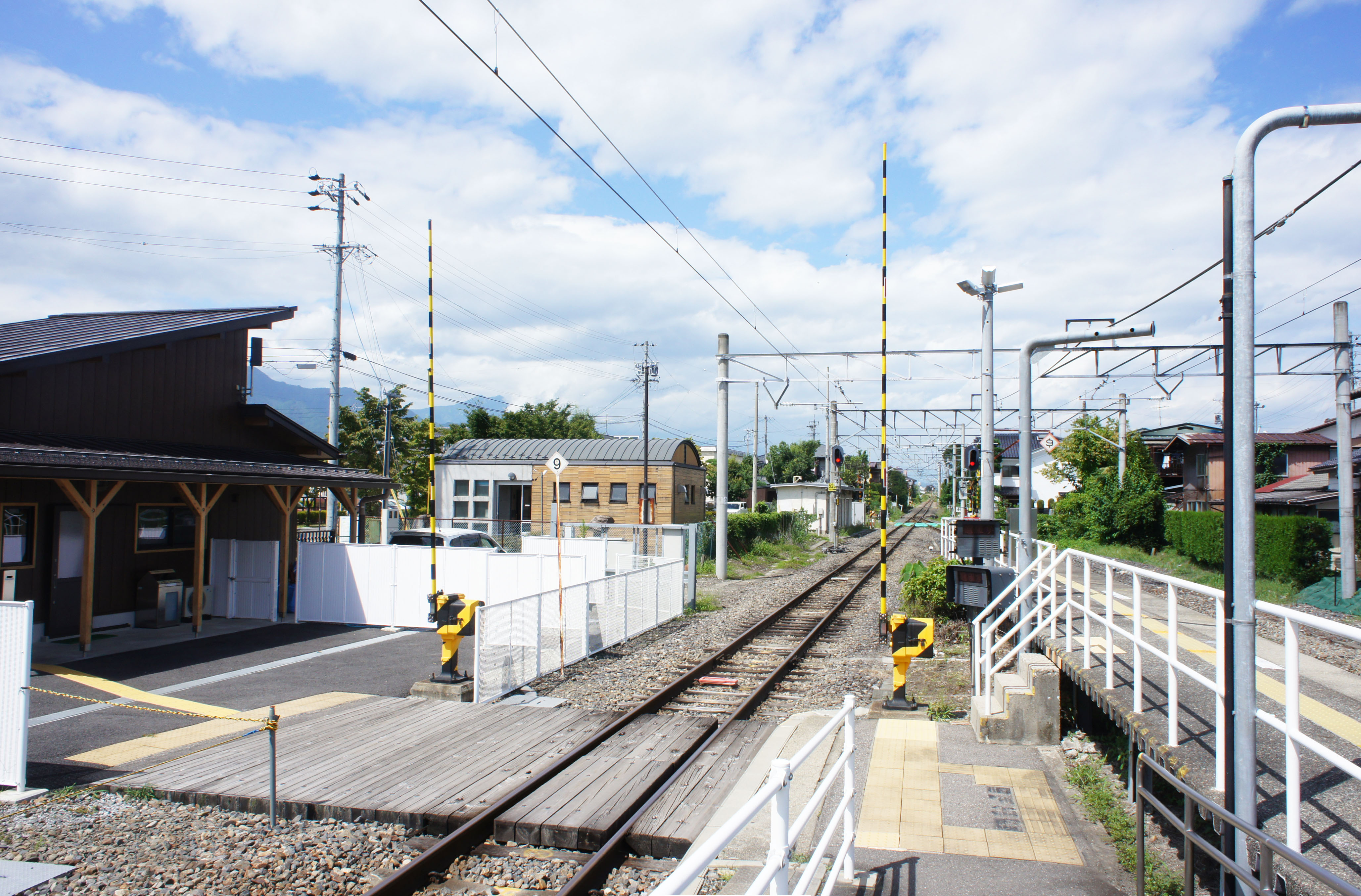
構内踏切（2021年8月）
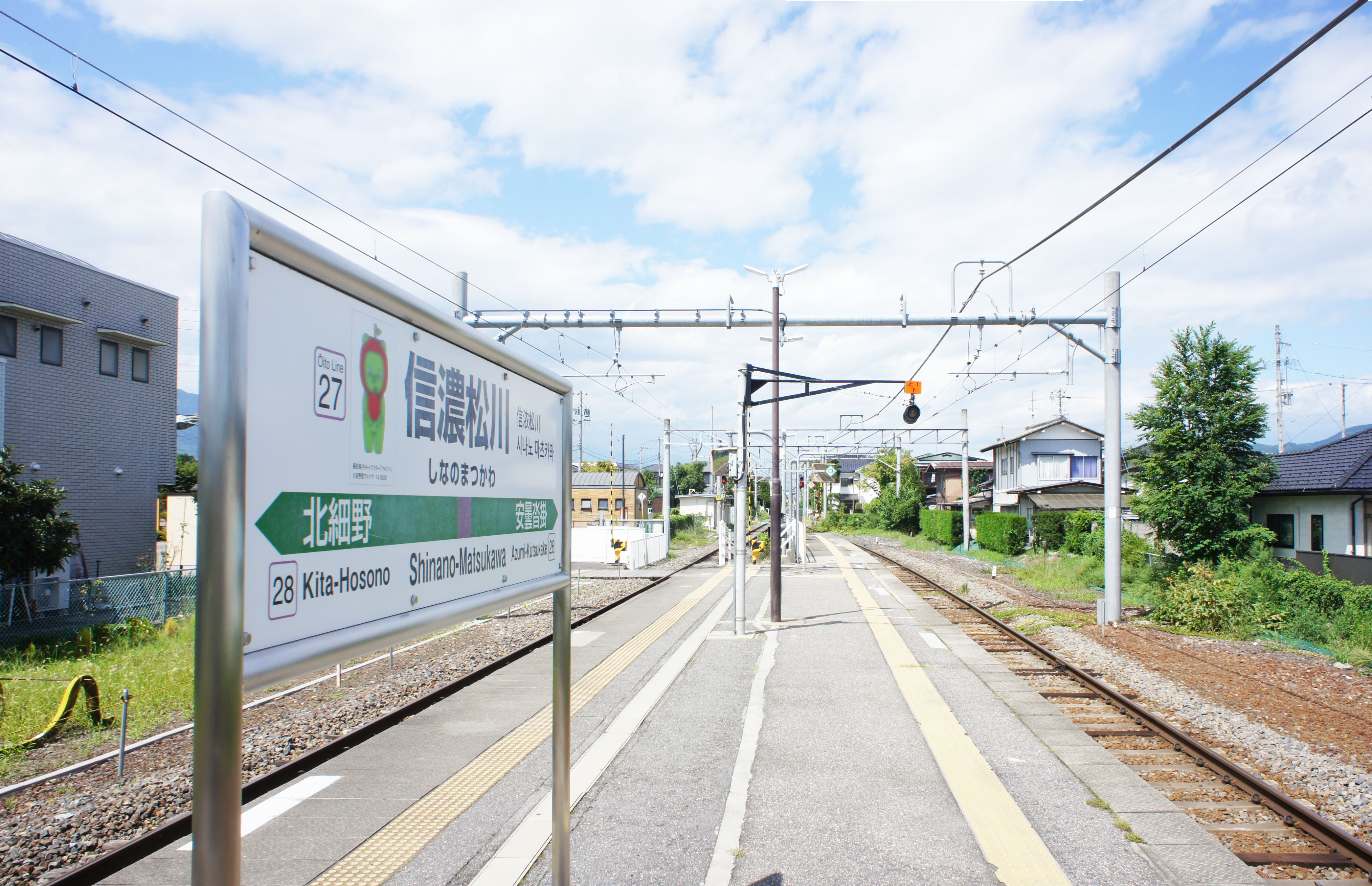
ホーム（2021年8月）

## 利用状況
JR東日本によると、2023年度（令和5年度）の1日平均乗車人員は467人である。
2000年度（平成12年度）以降の推移は以下のとおりである。
| 1日平均乗車人員推移 | 1日平均乗車人員推移 | 1日平均乗車人員推移 | 1日平均乗車人員推移 | 1日平均乗車人員推移 |
| 年度                | 定期外              | 定期                | 合計                | 出典                |
| ------------------- | ------------------- | ------------------- | ------------------- | ------------------- |
| 2000年（平成12年）  |                     |                     | 769                 | [ 利用客数 2 ]      |
| 2001年（平成13年）  |                     |                     | 761                 | [ 利用客数 3 ]      |
| 2002年（平成14年）  |                     |                     | 735                 | [ 利用客数 4 ]      |
| 2003年（平成15年）  |                     |                     | 681                 | [ 利用客数 5 ]      |
| 2004年（平成16年）  |                     |                     | 652                 | [ 利用客数 6 ]      |
| 2005年（平成17年）  |                     |                     | 658                 | [ 利用客数 7 ]      |
| 2006年（平成18年）  |                     |                     | 644                 | [ 利用客数 8 ]      |
| 2007年（平成19年）  |                     |                     | 646                 | [ 利用客数 9 ]      |
| 2008年（平成20年）  |                     |                     | 612                 | [ 利用客数 10 ]     |
| 2009年（平成21年）  |                     |                     | 631                 | [ 利用客数 11 ]     |
| 2010年（平成22年）  |                     |                     | 604                 | [ 利用客数 12 ]     |
| 2011年（平成23年）  |                     |                     | 607                 | [ 利用客数 13 ]     |
| 2012年（平成24年）  | 105                 | 518                 | 624                 | [ 利用客数 14 ]     |
| 2013年（平成25年）  | 103                 | 544                 | 647                 | [ 利用客数 15 ]     |
| 2014年（平成26年）  | 101                 | 508                 | 609                 | [ 利用客数 16 ]     |
| 2015年（平成27年）  | 101                 | 499                 | 601                 | [ 利用客数 17 ]     |
| 2016年（平成28年）  | 100                 | 491                 | 591                 | [ 利用客数 18 ]     |
| 2017年（平成29年）  | 92                  | 490                 | 583                 | [ 利用客数 19 ]     |
| 2018年（平成30年）  | 93                  | 491                 | 585                 | [ 利用客数 20 ]     |
| 2019年（令和元年）  | 85                  | 505                 | 591                 | [ 利用客数 21 ]     |
| 2020年（令和02年）  | 48                  | 482                 | 531                 | [ 利用客数 22 ]     |
| 2021年（令和03年）  | 47                  | 426                 | 473                 | [ 利用客数 23 ]     |
| 2022年（令和04年）  | 53                  | 404                 | 457                 | [ 利用客数 24 ]     |
| 2023年（令和05年）  | 61                  | 406                 | 467                 | [ 利用客数 1 ]      |

## 駅周辺
タクシーの待ち合いがある。観光案内所がある。池田町に近いことから、同町の最寄り駅でもある。
- セピア安曇野
- 松川村役場
- 松川村多目的交流センター
- 松川村保健センター[1]
- 松川郵便局
- 長野県道450号矢地赤芝線
- 松川村立松川小学校
- 長野県道275号上生坂信濃松川停車場線
- 松川村立松川中学校
- 高瀬川
- 国道147号
- 信濃松川美術館
- 観松院
- 北アルプスパノラマロード（県道306号）
- あづみ病院
- 池田町立高瀬中学校
- 池田宿
- 安曇野ちひろ美術館[4]（安曇野ちひろ公園内）
- すずむし荘（温泉宿泊施設、日帰り入浴可）

### バス路線
- 「松川駅前」停留所

池田町営バス（松川線） - 池田町方面
あづみ病院・柏木・正科北方面へと結んでいる。
このほか、駅の前にあるセピア安曇野前より松川村福祉バスが乗り入れている。

## 隣の駅
東日本旅客鉄道（JR東日本）
■大糸線
□快速（上り1本のみ運転） 
安曇追分駅 (30) ← 信濃松川駅 (27) ← 信濃常盤駅 (25)
■普通
北細野駅 (28) - 信濃松川駅 (27) - 安曇沓掛駅 (26)

### 記事本文